# 井手茂太
井手 茂太（いで しげひろ、1972年1月8日 - ）は、日本のダンサー、振付師、演出家。 ダンスカンパニー「イデビアン・クルー」主宰。佐賀県武雄市出身。

## 略歴
1991年、ダンス・カンパニー「イデビアン」を結成し、1995年に「イデビアン・クルー」と名称を変えて旗揚げ公演『イデビアン』を行う。
2004年、振付家として初めて読売演劇大賞優秀スタッフ賞を、2006年にはアサヒビール芸術賞を受賞。
2009年から2011年まで、ゼリア新薬のヘパリーゼのCMに背広姿で踊りだすサラリーマンの役で出演。
2011年、音楽劇「時計じかけのオレンジ」の振付を担当する。

## 人物
ダンス・カンパニー「イデビアン・クルー」での作品発表に加え、演劇作品への演出や振付、CM・ミュージック・ビデオの振付や出演など、幅広いジャンルでも活動する。既存のダンススタイルにとらわれない自由な発想で、集団内でのコミュニケーションをモチーフに、日常の身振りや踊り手の個性を活かしたオリジナリティ溢れる振付手法で注目される。しなやかで弾力のある動きは観る者の目を離さず、ダンサーとしての注目度も高い。
現代美術家や音楽家など、異分野のアーティストとのコラボレーションにも積極的に取り組み、演劇やミュージカルなど多数の舞台作品の振り付けも担当している。

## 主な受賞歴
- ドイツ ARENA FESTIVAL 95 観客賞（1995年、イデビアン・クルー）
- 第11回 読売演劇大賞優秀スタッフ賞（2004年）
- 第3回 アサヒビール芸術賞（2006年）
- 第2回・第3回 日本ダンスフォーラム賞（2008年・2009年）

## 仕事

### 主なソロ作品
- 『井手孤独【idésolo】』（2005年）
- TOKYO DANCE TODAY#5『イデソロリサイタル【idésolo】』（2010年）＜振付･演出・出演＞
- ブリーゼ・コンテンポラリーダンス・セレクション#1『イデソロリサイタル【idésolo】』（2010年）＜振付･演出・出演＞

### 主なイデビアン・クルー作品
- イデビアン・クルー『関係者デラックス』（2004年）＜振付・演出＞
- イデビアン・クルー・オム『大黒柱』（2008年）＜振付・演出＞

### アーティスト
ミュージック・ビデオ
- 東京事変
  - 「OSCA」（2007年）＜振付＞
- 椎名林檎
  - 「熱愛発覚中」（2013年）＜振付＞
  - 「ありきたりな女」（2014年）＜振付＞
- 米米クラブ
  - 「つ・よ・が・り」（2009年）＜振付＞
- SAKEROCK
  - 「会社員と今の私」（2008年）＜振付･出演＞
- 星野源
  - 「夢の外へ」（2012年）＜振付･出演＞
  - 「化物」（2013年）＜振付･出演＞
- アヴリル・ラヴィーン
  - 「Hello Kitty」（2014年）＜振付＞
- 五五七二三二〇（私立恵比寿中学）
  - 「ポンパラ ペコルナ パピヨッタ」（2015年）＜振付＞
- 乃木坂46
  - 「あの教室」（2016年）＜振付＞

ライブ
- 椎名林檎
  - 「椎名林檎 (生)林檎博'08 〜10周年記念祭〜」（2008年、ダンサー：イデビアン・クルー）＜振付＞
- 東京事変
  - 「東京事変 Live Tour 2012 Domestique Bon Voyage」（2012年、ダンサー：斉藤美音子、菅尾なぎさ、金子あい、依田朋子）＜振付＞
- 夏木マリ
  - 「PLATINUM LIVE2012 〜６０ロクマル〜」（2012年）＜振付＞

テレビ出演
- 東京事変
  - NHK総合「MUSIC JAPAN」（2010年2月28日）＜「勝ち戦」振付＞
- 椎名林檎
  - NHK総合「SONGS」 椎名林檎特集（第一夜2009年6月24日、第二夜2009年7月1日）＜振付＞
  - NHK BSプレミアム『サッカー･FIFAワールドカップ 興奮は音とともに』（2014年6月8日）＜「NIPPON」振付＞
  - NHK総合「第62回NHK紅白歌合戦」（2011年12月31日）＜「紅組なら誰でも」振付＞
- 石川さゆり
  - NHK総合「SONGS」 石川さゆり 椎名林檎を歌う〜花の京都 芸の心にふれる〜（2014年4月12日）＜「名うての泥棒猫」振付＞
  - テレビ朝日「ミュージックステーション」（2013年11月15日）＜「熱愛発覚中」振付＞

### CM
- ハウス食品「フルーチェ」＜振付＞
- エステー「オンパックス」（出演：瀬川瑛子）＜振付＞
- タイガーIH炊飯ジャー「炎のレッスン編」（出演：中山エミリ）＜振付＞
- ゼリア新薬「新ヘパリーゼドリンク」（2009年 - 2011年）＜振付･出演＞
- 丸大ハム（出演：別所哲也）＜振付・出演＞
- KIRIN「ジョニー・ウォーカー【KEEPWALKING THEATRE】#4 児玉裕一監督作品『KEEP WALKING』」（2012年、ショートフィルム）＜振付･出演＞
- NHKエデュケーショナル 食育たいそう「ヘルンダーナ・スクンダーナ」＜振付･出演＞
- コカ・コーラ メッセージボトル篇＜振付＞
- BUYMA「A Kind Drone 〜親切なドローン〜」＜振付＞
- 資生堂 マキアージュ スノービューティー2016「逆さに降る雪」＜振付＞
- ロート製薬「IROHADA」＜振付＞
- JR西日本ヴィアインホテルズ「踊る出張」篇＜出演＞

### 映画
- 「金メダル男」（2016年、原作・脚本・監督・主演：内村光良）＜振付＞

### テレビ番組
- NHK-BS「おかあさんといっしょ」＜「なあんちゃって民謡」「チョコレート」他振付＞
- NHK教育「えいごであそぼ」＜「TRY IT」振付＞
- NHK教育「みいつけた!」（2011年2月28日 - 2011年3月25日）＜「ハーイ＆バーイ」振付＞
- NHK Eテレ「僕にはまだ友達がいない」（2013年5月24日 - 2013年8月23日）＜振付・出演＞

### イベント
- 「大地の芸術祭2015越後妻有アートトリエンナーレ」

### 舞台・ミュージカル
- こどもの劇場'98スペシャル『ふしぎの国のアリス』（1998年、演出：松本修・主演：神田うの）＜振付＞
- 青年座『リセット』（1999年、演出：西田敏行）＜振付＞
- MODE『秋のエチュード』（2000年、構成・演出：松本修）＜振付＞
- こんにゃく座 オペラ『まげもん-MAGAIMON』（2002年、演出：鄭義信）＜振付＞
- MODE＋世田谷パブリックシアター『AMERIKA』（2001年、構成･演出：松本修）＜振付＞
- ダイバージョンズ（Diversions）[注 1]『Unspoken Agreement』（2002年）＜演出・振付＞
- IDEVIAN LIVE five『暗黙の了解〜後編〜 Unspoken Agreement』[注 2]（2002年）＜演出・振付＞
- TPS『君が鬼といた夏』（2003年、演出：松本修）＜振付＞
- ACO沖縄『めんそーれ沖縄』（2003年、演出：加藤直、主演：平良とみ）＜振付＞
- MODE＋世田谷パブリックシアター『AMERIKA』（2003年、構成･演出：松本修）＜振付＞
- 劇団ダンダンブエノ『いなくていい人』（2003年、音楽・出演：たま、出演：秋山菜津子、金沢碧、近藤芳正ほか）＜演出･振付＞
- ミュージカル『Pippi』（2004年、演出：宮田慶子、主演：篠原ともえ）＜振付＞
- 劇団ダンダンブエノ『バナナが好きな人』（2004年、演出：近藤芳正、主演：中井貴一）＜振付＞
- こんにゃく座『花のラ・マンチャ騎士道 あるいは ドン・キホーテ最後の冒険』（2004年、演出：加藤直）＜振付＞
- 静岡県芸術センター SPAC『忠臣蔵2004』（2004年、作：平田オリザ、演出：宮城聰）＜振付＞
- MODE『冬のエチュード／シェイクスピア2005』（2005年、演出：松本修）＜振付＞
- PARCO．RICOMOTION presents『ダブリンの鐘つきカビ人間』（2005年、作：後藤ひろひと、演出：G2、出演：片桐仁ほか）＜振付＞
- まつもと市民芸術館 サイトウ．キネン・フェスティバル『青少年オペラ モーツァルト フィガロの結婚』（2005年、演出：串田和美、指揮：小澤征爾）＜振付＞
- AGAPE store『仮装敵国』（2005年、演出：G2、出演：松尾貴史、辺見えみりほか）＜振付＞
- 北九州芸術劇場『ルル』（2005年、演出：白井晃、主演：秋山奈津子、古谷一行）＜振付＞
- MODE『城』（2005年、演出：松本修、出演：田中哲司、石村実伽ほか）＜振付＞
- Unit Level 4『バーゲン』（2005年）＜振付プラン＞
- 米米CLUB演劇部『わたしがオバさんになってる？！』（2006年、作・演出：村上大樹、出演：ジェームス小野田、石井美奈子ほか）＜振付＞
- ミュージカル『Pippi』（2006年、演出：宮田慶子、主演：篠原ともえ）＜振付＞
- 凧の箱－KITE'S BOX－ 第一回公演『なにげないもの』（2006年、作・演出：御徒町凧、出演：森山直太朗ほか）＜振付＞
- 拙者ムニエル『華なき子』（2006年、演出：村上大樹、出演：加藤啓、澤田育子ほか）＜振付＞
- 『夏ノ夜ノ夢』（2006年、演出：加納幸和、出演：尾上松緑ほか）＜振付＞
- ホリプロ『クラウディアからの手紙』（2006年、演出：鐘下辰男、出演：佐々木蔵之介、斉藤由貴ほか）＜振付＞
- 音楽劇『死ぬまでの短い時間』（2007年、作･演出：岩松了、出演：北村一輝、秋山菜津子、田中圭ほか）＜振付＞
- カフカ『審判』『失踪者』（2007年、「アメリカ」改訂再々演、原作：フランツ・カフカ、構成・演出：松本修）＜振付＞
- 三つの悲劇 - ギリシャから『異人の唄 アンティゴネ』（2007年、作：土田世紀、演出：鐘下辰男、出演：土居裕子、純名りさ、すまけいほか）＜振付＞
- 音楽劇『三文オペラ』（2007年、演出：白井晃、音楽監督：三宅純、出演：吉田栄作、篠原ともえほか）＜振付＞
- こまつ座&シス・カンパニー『ロマンス』（2007年、作：井上ひさし、演出：栗山民也、出演：大竹しのぶ、松たか子ほか）＜振付＞
- 子どもに見せたい舞台vol.1『オズの魔法使い』（2007年、演出：倉迫康史、製作：アートネットワーク・ジャパン）＜振付＞
- ナイロン100℃『犬は鎖につなぐべからず』（2007年、作：岸田國士、潤色・構成・演出：ケラリーノ・サンドロヴィッチ）＜振付＞
- こまつ座『私はだれでしょう』（2007年、作：井上ひさし、演出：栗山民也）＜振付＞
- 『日本昔ばなしのダンス』『かみなりむすめ』振付&出演（作：斎藤隆介）＋『さんねんねたろう』出演（振付：康本雅子）（2008年）
- 猫のホテル『けんか哀歌』（2008年、作･演出：千葉雅子、出演：中村まこと、森田ガンツ、市川しんぺーほか）＜振付＞
- 松竹製作『羊と兵隊』（2008年、作･演出：岩松了、出演：中村獅童、田畑智子、辺見えみり、近藤公園、岩松了ほか）＜振付＞
- 拙者ムニエル『悪い冗談のよし子』（2008年、作･演出：村上大樹、出演：山田まりや、加藤啓、千代田信一、伊藤修子ほか）＜振付＞
- 音楽劇『箱の中の女』（2008年、作･演出：岩松了、作詞･出演：一青窈、音楽監督･作曲：小林武史）＜振付＞
- 『コウカシタ』（2009年、主催：フェスティバル/トーキョー、出演：斉藤美音子、金子あい、中村達哉、ほか6名のタイ人パフォーマー）＜振付･出演＞
- 夏木マリ･印象派NEO『わたしたちの赤ずきん』（2009年、演出･出演：夏木マリ、出演：MNT）＜振付＞
- こまつ座&ホリプロ公演『組曲虐殺』（2009年、作：井上ひさし、演出：栗山民也、出演：井上芳雄、石原さとみ、高畑淳子ほか）＜振付＞
- JUNRAY DANCE CHANG 『アオイロ劇場』（2009年、出演：ASA-CHANG&巡礼ほか）＜出演＞
- いわきで“踊る”シェイクスピア『から騒ぎ』（2010年）＜振付･演出・出演＞
- 『コウカシタ』タイツアー（2010年、主催：国際交流基金、出演：斉藤美音子、金子あい、中村達哉、ほか6名のタイ人パフォーマー）＜振付･出演＞
- 『東京裁判三部作』 第一部「夢の裂け目」 第二部「夢の泪」 第三部「夢の痂」（2010年、作：井上ひさし、演出：栗山民也、出演：角野卓造、辻萬長ほか）＜振付＞
- 音楽劇「時計じかけのオレンジ」（2011年、主催：TBS/トライストーン・エンタテイメント/ホリプロ、作：アンソニー・バージェス、上演台本・演出：河原雅彦、主演：小栗旬）＜振付＞
- こまつ座&ホリプロ公演『組曲虐殺』（再演）（2012年、作：井上ひさし、演出：栗山民也、出演：井上芳雄、石原さとみ、高畑淳子ほか）＜振付＞
- F/T12「F/Tmob」（2012年、主催：フェスティバル/トーキョー、振付：井手茂太 他）＜振付＞
- アーキタンツ・スタジオパフォーマンス「はじめまして」（2012年、主催：アーキタンツ、振付：井手茂太、白井剛、出演：森下真樹、松島誠）＜振付＞
- WWFes2012「リレーコレオグラフ-ファッションと身体-」（2012年、主催：BodyArtsLaboratory、ダンサー：平山素子、振付：安藤朋子、井手茂太、室伏鴻、和栗由紀夫）＜振付＞
- MODE カフカ・プロジェクト2013『失踪者』『審判』『城』（2013年、作：フランツ・カフカ、構成・演出：松本修、音楽：斎藤ネコ）＜振付＞
- 音楽劇『ヴォイツェク』（2013年、作：ゲオルク・ビューヒナー、脚本：赤堀雅秋、演出：白井晃、音楽：三宅純、出演：山本耕史ほか）＜振付＞
- 『オセロ』（2013年、作：W.シェイクスピア、構成・演出台本・演出：白井晃、出演：仲村トオル・山田優ほか）＜振付＞
- 演劇集団円『あわれ彼女は娼婦』（2013年、作：ジョン・フォード、訳：小田島雄志、演出：立川三貴）＜振付＞
- MODE『城』（再演）（2013年、作：フランツ・カフカ、脚本・演出：松本修、音楽：斎藤ネコ）＜振付＞
- 市民参加公演「オーケストラで踊ろう！『新世界』」（2013年）＜振付･構成・演出＞
- 夏木マリ NÉO VOL.2『灰かぶりのシンデレラ』（2014年、演出：夏木マリ、出演：西島千博、夏木マリほか）＜振付＞
- 新国立劇場 2013/2014シーズン演劇『テンペスト』（2014年、作：W.シェイクスピア、演出：白井晃）＜振付＞
- ナイロン100℃ 41st SESSION『パン屋文六の思案 〜続・岸田國士一幕劇コレクション〜』（2014年、（作：岸田國士、構成・演出：ケラリーノ・サンドロヴィッチ）＜振付＞
- Bunkamura25周年記念『もっと泣いてよフラッパー』（2014年、作・演出・美術：串田和美、主演：松たか子）＜振付＞
- NODA・MAP第20回公演『逆鱗』（2016年、作・演出：野田秀樹、出演：松たか子、瑛太、井上真央、阿部サダヲほか）＜振付＞
- 留学NEXT『花道ジャンクション』（2015年）＜振付・演出＞
- 子どもに見せたい舞台 vol.9 『アンデルセン童話集』（2015年、脚本・演出・音楽：糸井幸之介）＜振付＞
- 『星の王子さま』（2015年、演出：青木豪、音楽：笠松泰洋、出演：昆夏美、伊礼彼方、廣川三憲ほか）＜振付＞
- イデビアン・クルー『バウンス』（2025年、演出：井手茂太、出演：斉藤美音子、宮下今日子、依田朋子ほか）＜振付＞[5]